# Eleição municipal de Altamira em 2016
A eleição municipal de Altamira em 2016 foi realizada para eleger um prefeito, um vice-prefeito e 15 vereadores no município de Altamira, no estado brasileiro do Pará. Foram eleitos ) e  para os cargos de prefeito(a) e vice-prefeito(a), respectivamente.
Seguindo a Constituição, os candidatos são eleitos para um mandato de quatro anos a se iniciar em 1º de janeiro de 2017. A decisão para os cargos da administração municipal, segundo o Tribunal Superior Eleitoral, contou com 71 947 eleitores aptos e 16 540 abstenções, de forma que 22.99% do eleitorado não compareceu às urnas naquele turno.

## Antecedentes
Nas eleições municipais de 2012, Domingos Juvenil, do PMDB agora renomeado MBD, venceu com 41,65% válidos e um total de 19.494 votos contra 32,87% e 15.384 votos do candidato do PSB Claudomiro Gomes no segundo turno. Foi a segunda vez que Juvenil assumiu a prefeitura de Altamira, após ter sido eleito em 2001. Também já havia ocupado cargos como Deputado Estadual e Federal do Pará.

## Campanha
A campanha de 2016 dos cadidatos ficou marcada por embates acirrados e por polêmicas. Nas pesquisas iniciais, Domingos Juvenil aparecia com 34,2% das intenções de voto, ao passo que Claudomiro Gomes, agora no PSDB, ficava com 18,1% e Josy Amaral, do PSB, com 8,1%. Porém, durante a corrida eleitoral, o então atual prefeito Juvenil recebeu fortes denúncias que poderiam impugnar sua candidatura, como rejeição de contas e improbridade administrativa. Além disso, casos de propaganda ilegal contra opositores também foi noticiada.
Esse cenário colocou Josy Amaral a frente nas seguintes análises de intenções de votos. Contudo, a repercussão da falsificação de seu diploma de Licenciatura em Pedagogia colocou grande peso sobre a candidata. Segundo apuração do Diário Online, "a secretária-geral da instituição afirmou que o diploma apresentado por Josy Amaral é falso".

## Resultados

### Eleição municipal de Altamira em 2016 para Prefeito
A eleição para prefeito contou com 3 candidatos em 2016: Domingos Juvenil do Movimento Democrático Brasileiro (1980), Joseilda Silva Amaral do Partido Socialista Brasileiro, Joao Batista Uchoa Pereira do Partido dos Trabalhadores que obtiveram, respectivamente, 26 095, 22 977, 2 150 votos. O Tribunal Superior Eleitoral também contabilizou 22.99% de abstenções nesse turno. 
| Candidato(a)                    | Vice                     | Coligação | Votos recebidos | Percentual |
| ------------------------------- | ------------------------ | --- | --------------- | ---------- |
| Domingos Juvenil (MDB)          | Joel Mendes Oliveira     | O Trabalho Vai Continuar PMDB / PSC / PP / PHS / PV                                                                                              | 26095           | 50.94%     |
| Joseilda Silva Amaral (PSB)     | Odair Florencio de Sousa | União pelo Progresso PSB / DEM / PSDB / PRB / PC do B / PR / PPL / PTN / PPS / PMN / PSD / PRTB / PSDC / SD / PDT / PSL / PTC / PRP / PROS / PTB | 22977           | 44.86%     |
| Joao Batista Uchoa Pereira (PT) | Josimar Lopes Ferreira   | Partido dos Trabalhadores (sem coligação) | 2150            | 4.2%       |

### Eleição municipal de Altamira em 2016 para Vereador
Na decisão para o cargo de vereador na eleição municipal de 2016, foram eleitos 15 vereadores com um total de 52 174 votos válidos. O Tribunal Superior Eleitoral contabilizou 1 245 votos em branco e 1 988 votos nulos. De um total de 71 947 eleitores aptos, 16 540 (22.99%) não compareceram às urnas .
| Nome                                 | Partido político                               | Coligação                             | Votos recebidos | Percentual |
| ------------------------------------ | ---------------------------------------------- | ------------------------------------- | --------------- | ---------- |
| Raimundo Souza Aguiar                | Movimento Democrático Brasileiro (MDB)         | O Trabalho Vai Continuar Melhor Ainda | 2187            | 4.19%      |
| Waldecir Aranha Maia Junior          | Movimento Democrático Brasileiro (MDB)         | O Trabalho Vai Continuar Melhor Ainda | 1831            | 3.51%      |
| Loredan de Andrade Mello             | Movimento Democrático Brasileiro (MDB)         | O Trabalho Vai Continuar Melhor Ainda | 1580            | 3.03%      |
| Francisco Marcos Alves do Nascimento | Partido Democrático Trabalhista (PDT)          | Liberta Altamira                      | 1541            | 2.95%      |
| Victor Conde de Oliveira             | Movimento Democrático Brasileiro (MDB)         | O Trabalho Vai Continuar Melhor Ainda | 1534            | 2.94%      |
| Aldo Boaventura                      | Partido dos Trabalhadores (PT)                 | Unidade Popular                       | 1523            | 2.92%      |
| Maria do Socorro Rodrigues do Carmo  | Partido da Social Democracia Brasileira (PSDB) | Liberta Altamira                      | 1380            | 2.64%      |
| Joao Estevam da Silva Neto           | Movimento Democrático Brasileiro (MDB)         | O Trabalho Vai Continuar Melhor Ainda | 1323            | 2.54%      |
| Roni Emerson Heck                    | Movimento Democrático Brasileiro (MDB)         | O Trabalho Vai Continuar Melhor Ainda | 1133            | 2.17%      |
| Joao Roberto Mendes                  | Movimento Democrático Brasileiro (MDB)         | O Trabalho Vai Continuar Melhor Ainda | 1120            | 2.15%      |
| Irenilde Pereira Gomes               | Movimento Democrático Brasileiro (MDB)         | O Trabalho Vai Continuar Melhor Ainda | 1054            | 2.02%      |
| Maria Delza Barros Monteiro          | Partido Social Democrático (PSD)               | Por uma Altamra Melhor                | 1046            | 2%         |
| Francisco de Assis da Cunha          | Partido Socialista Brasileiro (PSB)            | Renovar Altamira                      | 833             | 1.6%       |
| Isaac Costa da Silva                 | Partido Progressista (PP)                      | Continuamos com o Trabalho            | 718             | 1.38%      |
| Agnaldo Rosas de Oliveira            | Partido Socialista Brasileiro (PSB)            | Renovar Altamira                      | 682             | 1.31%      |

## Análise
Apesar das controvérsias no período eleitoral, Domingos Juvenil descreveu a vitória como uma "explosão de alegria" e declarou que o compromisso "é de continuar trabalhando". Uma tragédia é a morte do secretário de Meio Ambiente Luiz Alberto Araújo, assassinado na porta de sua casa. Ele foi surpreendido por dois pistoleiros por volta das 19 horas ao chegar de carro em sua residência. Os bandidos haviam sido vistos cedo rondando a região. Eles estavam em uma moto, dispararam pelo menos sete tiros e fugiram. Araújo servia desde 2014 à gestão de Domingos Juvenil. Em nota, a prefeitura lamentou a morte do secretário, “um servidor dedicado e personagem importante na luta em favor da melhora das políticas ambientais na região”.